# Poul Holm (Badminton)
Poul Holm (* 1920; † um 2000) war ein dänischer Badmintonspieler.

## Karriere
Poul Holm gehörte zu den bedeutendsten Badmintonspielern in Dänemark und in Europa in der Zeit unmittelbar nach dem Zweiten Weltkrieg. 1947 siegte er bei den Denmark Open, ein Jahr später holte er sich zwei Titel bei den All England. 1949 wurde er mit dem dänischen Thomas-Cup-Team Vizeweltmeister. In den darauffolgenden drei Jahren sicherte er sich jedes Jahr einen Titel bei den All England.

## Sportliche Erfolge
| Saison    | Veranstaltung                            | Disziplin    | Platz | Name                                                                            |
| --------- | ---------------------------------------- | ------------ | ----- | ------------------------------------------------------------------------------- |
| 1947      | Dänemark: Internationale Meisterschaften | Herreneinzel | 1     | Poul Holm                                                                       |
| 1946/1947 | Dänemark: Einzelmeisterschaften          | Mixed        | 1     | Poul Holm / Aase Schiøtt Jacobsen, Gentofte BK                                  |
| 1947      | All England                              | Mixed        | 1     | Poul Holm / Tonny Ahm                                                           |
| 1947      | All England                              | Herrendoppel | 1     | Tage Madsen / Poul Holm                                                         |
| 1948      | All England                              | Herreneinzel | 2     | Poul Holm                                                                       |
| 1948/1949 | Dänemark: Einzelmeisterschaften          | Herreneinzel | 1     | Poul Holm, Gentofte BK                                                          |
| 1949      | Thomas Cup                               | Herrenteam   | 2     | Dänemark (Mogens Felsby, Poul Holm, Ib Olesen, Jørn Skaarup, Preben Dabelsteen) |
| 1949/1950 | Dänemark: Einzelmeisterschaften          | Mixed        | 1     | Poul Holm / Tonny Ahm, Gentofte BK                                              |
| 1950      | All England                              | Herrendoppel | 2     | Poul Holm / Børge Frederiksen                                                   |
| 1950      | All England                              | Mixed        | 1     | Poul Holm / Tonny Ahm                                                           |
| 1950      | All England                              | Herreneinzel | 2     | Poul Holm                                                                       |
| 1950/1951 | Dänemark: Einzelmeisterschaften          | Herreneinzel | 1     | Poul Holm, Gentofte BK                                                          |
| 1951      | All England                              | Mixed        | 1     | Poul Holm / Tonny Ahm                                                           |
| 1951/1952 | Dänemark: Einzelmeisterschaften          | Mixed        | 1     | Poul Holm / Tonny Ahm, Gentofte BK                                              |
| 1951/1952 | Dänemark: Einzelmeisterschaften          | Herreneinzel | 1     | Poul Holm, Gentofte BK                                                          |
| 1951/1952 | Dänemark: Einzelmeisterschaften          | Herrendoppel | 1     | Poul Holm / Ole Jensen, Gentofte BK                                             |
| 1952      | All England                              | Herrendoppel | 2     | Poul Holm / Ole Jensen                                                          |
| 1952      | All England                              | Mixed        | 1     | Poul Holm / Tonny Ahm                                                           |
| 1952/1953 | Dänemark: Einzelmeisterschaften          | Herreneinzel | 1     | Poul Holm, Gentofte BK                                                          |
| 1952/1953 | Dänemark: Einzelmeisterschaften          | Herrendoppel | 1     | Poul Holm / Ole Jensen, Gentofte BK                                             |
| 1953      | All England                              | Herrendoppel | 2     | Poul Holm / Ole Jensen                                                          |
| 1953      | All England                              | Mixed        | 2     | Poul Holm / Agnete Friis                                                        |
| 1953/1954 | Dänemark: Einzelmeisterschaften          | Herrendoppel | 1     | Poul Holm / Ole Jensen, Gentofte BK                                             |